# Erich Sirrenberg
Erich Sirrenberg (* 16. Juni 1938 in Sulzburg; † 6. April 2025 in Bad Münster am Stein) war ein deutscher Ingenieur und Hochschullehrer.

## Werdegang
Nach einer Lehre als Maschinenschlosser studierte Sirrenberg an der Ingenieurschule Konstanz. Nach einer ersten Tätigkeit als Entwicklungsingenieur folgte ein Lehramtsstudium in Stuttgart. Nach einer Lehrtätigkeit am Technischen Gymnasium in Konstanz folgte ein Studium der Physikalischen Ingenieurwissenschaften an der Technischen Universität Berlin, das er mit Promotion und Habilitation abschloss. Von 1975 bis 2003 lehrte er als Professor an der Fachhochschule Bingen. In seiner Freizeit musizierte er von 1992 bis 2000 als Posaunist in der Band Crème Créole. Sirrenberg lebte in Hüffelsheim im Kreis Bad Kreuznach.